# قوزک‌دندان‌ها
قوزک‌دندان‌ها (نام علمی: Condylodon audouini) نام یک گونه از تیره مورچه است.